# Современное проектирование на С++: Обобщённое программирование и прикладные шаблоны проектирования
В книге «Современное проектирование на C++» Андрея Александреску, изданной в 2001, изложена технология программирования, представляющая собой сплав обобщённого программирования, метапрограммирования, шаблонов и объектно-ориентированного программирования на C++. В книге изложены способы реализации основных шаблонов проектирования. Разработанные компоненты воплощены в библиотеке Loki, которая написана как дополнение данной книги.
Книга, подтверждая название, описывает современный стиль программирования для C++ как противовес старому, пришедшему из Си стилю. В книге рассмотрены такие возможности метапрограммирования как проверка условий на стадии компиляции, списки типов, мультиметоды и т. д.
Скотт Майерс назвал книгу в числе пяти важнейших в истории C++.